# فورست إي. إيفرهارت
فورست إي. إيفرهارت (بالإنجليزية: Forrest E. Everhart)‏ هو عسكري أمريكي، ولد في 28 أغسطس 1922 في بينبريج في الولايات المتحدة، وتوفي في 30 أغسطس 1986.